# Dienstgrade der Nationalen Volksarmee
Dieser Artikel zeigt die Dienstgrade der Nationalen Volksarmee, die von 1956 bis 1990 die Armee der Deutschen Demokratischen Republik war.

## Ausführung
Die Ausführung der Dienstgradabzeichen folgten in ihrem Aussehen der Tradition der Wehrmacht, jedoch mit einigen Modifikationen. So wurden die Armwinkel des Gefreiten und Stabsgefreiten durch ein bis zwei Quertressen auf den Schulterklappen ersetzt. Der Tressenbesatz an Kragen und Schulterklappen der Unteroffiziere und Unterfeldwebel blieb hingegen im Vergleich zur Wehrmacht ebenso unverändert wie die Sterndistinktionen für Feldwebel, Oberfeldwebel und Stabsfeldwebel. Die Schulterstücke der Offiziere stellten eine Kompromisslösung dar: die Grundform aus Plattschnur oder Flechtwerk sowie die Gestalt der Rangsterne stimmten mit denen der Reichswehr überein. Die Anordnung der Rangsterne folgte jedoch dem Muster der Sowjetarmee.
Mit der Einführung der sowjetischen Dienstgradstruktur für die Offiziere wurde auch der Dienstgrad des Unterleutnants wieder eingeführt (in Deutschland war die Bezeichnung Unterleutnant nach 1898 außer Gebrauch gekommen). Im Gegenzug entfiel der Rang des Generals der Waffengattung (General der Infanterie, General der Artillerie u. ä.), der bisher der nächsthöhere über dem Generalleutnant war. Auf diesen folgte nun unmittelbar der Generaloberst, gefolgt vom Armeegeneral.
Ebenfalls dem sowjetischen Muster folgte die Einführung der Dienstgradgruppe der Fähnriche 1974 (mit zunächst einem Rang), fünf Jahre später erweitert um die Dienstgrade Oberfähnrich, Stabsfähnrich und Stabsoberfähnrich. Diese rangierten zwischen den Feldwebeln und den Offizieren. Ihre Dienstgradabzeichen bestanden aus zwei auf das Grundtuch der Schulterstücken aufgelegten Silberplattschnüren. Zur Einführung der Dienstgradgruppe der Fähnriche trugen sie zwei übereinander angeordnete goldene Rangsterne. Als besondere Kennzeichnung trugen die Fähnriche auf dem linken Oberarm der Uniform ein Ärmelabzeichen. Anfangs waren auf diesem Sterne deren Anzahl das Dienstalter widerspiegelte. Nach zehn Dienstjahren gab es den ersten Stern, nach 15 bzw. 20 Jahren jeweils einen weiteren Stern. Zum 1. Oktober 1979 wurden weitere Fähnrichsdienstgrade eingeführt und zwar nach dem Fähnrich der Ober-, Stabs- sowie Stabsoberfähnrich. Zur Unterscheidung dienten dann ein bis vier senkrecht übereinander angeordnete Rangsterne die nur für eine sehr kurze Zeit, etwa eine Woche, silberfarben waren. Durch massive Beschwerden der Fähnriche, die einen Stern weniger sowie die Änderung der Sternfarbe von gold auf silber als Herabstufung empfanden, wurde wieder auf goldfarbene Sterne zurückgekehrt. Mit Einführung der weiteren Fähnrichsdienstgrade entfielen die Sterne auf dem Ärmelabzeichen. Die Fähnriche trugen Uniform und Ausrüstung der Offiziere, denen jedoch die zur Paradeuniform getragene silberne Feldbinde, der Ehrendolch und ab 1977 die Achselschnur vorbehalten blieb.

### Schulterstücke, Aufnäher und Ärmelabzeichen
Die Schulterstücke der Leutnante und Hauptleute bestanden aus einfacher Silberplattschnur. Den Unterleutnant zeichnete ein Rangstern aus, den Leutnant zwei nebeneinander gesetzte Rangsterne, den Oberleutnant drei zum gleichmäßigen Dreieck formierte Rangsterne. Beim Hauptmann saß über der Dreiecksformation ein weiterer Rangstern.
Stabsoffiziere hatten silbern geflochtene Schulterstücke mit einem Rangstern für den Major, zwei Sternen für den Oberstleutnant, drei Sternen für den Oberst.
Bei den goldfarbenen Generalsabzeichen, bestehend aus zwei außen liegenden Goldschnüren und einer innen liegenden Silberschnur, waren für den Generalmajor, Generalleutnant, Generaloberst und Armeegeneral die Rangsterne senkrecht übereinander gesetzt. Bis Mitte der 60er Jahre wurden die Schnüre, wie bei den Schulterstücken der Generale der Wehrmacht, in vier Schlaufen gelegt; später waren es fünf Schlaufen. Die Generalssterne waren im Gegensatz zu den Sternen der unteren Dienstgradgruppen fünfeckig und hatten einen Durchmesser von 15 mm. Die Ernennung eines Marschalls der DDR wäre nur im Verteidigungsfall oder für besondere militärische Leistungen erfolgt. Sein Rangstern wäre ein fünfstrahliger Ordenstern mit Rubineinlage mit 40 mm Durchmesser gewesen.
Der Militärmusikdienst trug nach alter preußischer Tradition an beiden Ärmelansätzen die charakteristischen Schwalbennester.
Auf Flieger- und Technikerkombis bei den Luftstreitkräften wurden aus Arbeitsschutzgründen keine Schulterstücke verwendet. Der Dienstgrad wurde mit einem Streifencode auf der linken Brustseite kenntlich gemacht, beginnend beim Dienstgrad Unteroffizier mit einem sieben Millimeter breiten Streifen auf grauem oder blauem Grund. Ab 1984 entsprach der Streifencode der Offiziere den Ärmelstreifen bei der Marine.

## Landstreitkräfte, Luftstreitkräfte und Grenztruppen
Anmerkung:

Die verschiedenen Farben standen für unterschiedliche Waffengattungen, Truppengattungen, Spezialtruppen und Dienste. Siehe dazu:

### Generale
| Generalität der NVA | Generalität der NVA | Generalität der NVA | Generalität der NVA | Generalität der NVA | Generalität der NVA | Generalität der NVA |
| Marschall der DDR   | Armeegeneral        | Generaloberst       | Generalleutnant     | Generalleutnant     | Generalmajor        | Generalmajor        |
| Landstreitkräfte    | Landstreitkräfte    | Landstreitkräfte    | Luftstreitkräfte    | Luftstreitkräfte    | Grenztruppen        | Grenztruppen        |
| ------------------- | ------------------- | ------------------- | ------------------- | ------------------- | ------------------- | ------------------- |
| OF-10               | OF-9                | OF-8                | OF-7                | OF-7                | OF-6                | OF-6                |
|                     |                     |                     |                     |                     |                     |                     |

### Offiziere
| Offizierkorps der NVA                  | Offizierkorps der NVA | Offizierkorps der NVA | Offizierkorps der NVA     | Offizierkorps der NVA | Offizierkorps der NVA | Offizierkorps der NVA | Offizierkorps der NVA                   |
| Oberst                                 | Oberstleutnant        | Major                 | Hauptmann                 | Oberleutnant          | Leutnant              | Unterleutnant         | Offiziersschüler                        |
| Zentraler Militär-Medizinischer Dienst | Mot.-Schützen         | Mot.-Schützen         | Raketentruppen/Artillerie | Nachrichten           | Luftstreitkräfte      | Pioniere              | Grenztruppen der DDR, 4.–1. Studienjahr |
| -------------------------------------- | --------------------- | --------------------- | ------------------------- | --------------------- | --------------------- | --------------------- | --------------------------------------- |
| OF-5                                   | OF-4                  | OF-3                  | OF-2                      | OF-1                  | OF-1                  | OF-1                  | OF-D (Student)                          |
|                                        |                       |                       |                           |                       |                       |                       |                                         |

### Fähnriche
| Fähnrichkorps und Fähnrichschüler der NVA | Fähnrichkorps und Fähnrichschüler der NVA | Fähnrichkorps und Fähnrichschüler der NVA | Fähnrichkorps und Fähnrichschüler der NVA | Fähnrichkorps und Fähnrichschüler der NVA | Fähnrichkorps und Fähnrichschüler der NVA |
| Ärmelabzeichen (außer Fähnrichschüler)    | Stabsoberfähnrich                         | Stabsfähnrich                             | Oberfähnrich                              | Fähnrich                                  | Fähnrichschüler                           |
| Ärmelabzeichen (außer Fähnrichschüler)    | Panzer                                    | Pioniere                                  | Fallschirmjäger                           | Grenztruppen                              | Luftstreitkräfte                          |
| ----------------------------------------- | ----------------------------------------- | ----------------------------------------- | ----------------------------------------- | ----------------------------------------- | ----------------------------------------- |
| Ärmelabzeichen (außer Fähnrichschüler)    | W-4                                       | W-3                                       | W-2                                       | W-1                                       | W-1 (Student)                             |
|                                           |                                           |                                           |                                           |                                           |                                           |

### Unteroffiziere
| Unteroffiziere der NVA                      | Unteroffiziere der NVA | Unteroffiziere der NVA | Unteroffiziere der NVA | Unteroffiziere der NVA |
| Stabsfeldwebel                              | Oberfeldwebel          | Feldwebel              | Unterfeldwebel         | Unteroffizier          |
| Raketentruppen/Artillerie Truppenluftabwehr | Nachrichten            | Pioniere               | Mot. Schützen          | Grenztruppen           |
| ------------------------------------------- | ---------------------- | ---------------------- | ---------------------- | ---------------------- |
| OR-8                                        | OR-7                   | OR-6                   | OR-5                   | OR-5                   |
|                                             |                        |                        |                        |                        |

### Mannschaftsdienstgrade

Dienstgrade für den ab 1985 getesteten Uniformtrageversuch

| Mannschaftsdienstgrade der NVA (LaSK, LSK) | Mannschaftsdienstgrade der NVA (LaSK, LSK) | Mannschaftsdienstgrade der NVA (LaSK, LSK) | Mannschaftsdienstgrade der NVA (LaSK, LSK) | Mannschaftsdienstgrade der NVA (LaSK, LSK)   | Mannschaftsdienstgrade der NVA (LaSK, LSK) |
| Unteroffiziersschüler                      | Unteroffiziersschüler                      | Stabsgefreiter                             | Gefreiter                                  | Soldat                                       | Soldat                                     |
| Panzertruppen                              | Nachrichten                                | Luftstreitkräfte                           | Mot.-Schützen                              | Raketentruppen/Artillerie/ Truppenluftabwehr | Panzertruppen                              |
| ------------------------------------------ | ------------------------------------------ | ------------------------------------------ | ------------------------------------------ | -------------------------------------------- | ------------------------------------------ |
| OR-2                                       | OR-1                                       | OR-4                                       | OR-2                                       | OR-1                                         | OR-1                                       |
|                                            |                                            |                                            |                                            |                                              |                                            |

## Volksmarine

### Admirale
| Admiralität der Volksmarine (Dunkelblau/Marineblau) | Admiralität der Volksmarine (Dunkelblau/Marineblau) | Admiralität der Volksmarine (Dunkelblau/Marineblau) | Admiralität der Volksmarine (Dunkelblau/Marineblau) | Admiralität der Volksmarine (Dunkelblau/Marineblau) | Admiralität der Volksmarine (Dunkelblau/Marineblau) |
| Arabesken                                           | Lampassen                                           | Flottenadmiral                                      | Admiral                                             | Vizeadmiral                                         | Konteradmiral                                       |
| --------------------------------------------------- | --------------------------------------------------- | --------------------------------------------------- | --------------------------------------------------- | --------------------------------------------------- | --------------------------------------------------- |
| OF-6 bis OF-9                                       | OF-6 bis OF-9                                       | OF-9                                                | OF-8                                                | OF-7                                                | OF-6                                                |
|                                                     |                                                     |                                                     |                                                     |                                                     |                                                     |
| Ärmelstreifen                                       |                                                     |                                                     |                                                     |                                                     |                                                     |
| Kommandoflagge                                      |                                                     |                                                     |                                                     |                                                     |                                                     |

### Offizierkorps (Offiziersschüler)
| Offiziere             | Offiziere           | Offiziere             | Offiziere            | Offiziere           | Offiziere                        | Offiziere             | Offiziersschüler                | Offiziersschüler                | Offiziersschüler                | Offiziersschüler                | Offiziersschüler                |
| --------------------- | ------------------- | --------------------- | -------------------- | ------------------- | -------------------------------- | --------------------- | ------------------------------- | ------------------------------- | ------------------------------- | ------------------------------- | ------------------------------- |
| Kapitän zur See       | Fregatten- kapitän  | Korvetten- kapitän    | Kapitän- leutnant    | Ober- leutnant      | Leutnant                         | Unter leutnant        | 5.–1. Studienjahr               | 5.–1. Studienjahr               | 5.–1. Studienjahr               | 5.–1. Studienjahr               | 5.–1. Studienjahr               |
| OF-5                  | OF-4                | OF-3                  | OF-2                 | OF-1                | OF-1                             | OF-1                  | OF-D (Student)                  | OF-D (Student)                  | OF-D (Student)                  | OF-D (Student)                  | OF-D (Student)                  |
|                       |                     |                       |                      |                     |                                  |                       | Offiziersschüler 5. Studienjahr | Offiziersschüler 4. Studienjahr | Offiziersschüler 3. Studienjahr | Offiziersschüler 2. Studienjahr | Offiziersschüler 1. Studienjahr |
|                       |                     |                       |                      |                     |                                  |                       |                                 |                                 |                                 |                                 |                                 |
| Seemännische Laufbahn | Verwaltungslaufbahn | Medizinische Laufbahn | Küstendienstlaufbahn | Militärjustizorgane | Ing.-techn. bzw. Techn. Laufbahn | Seemännische Laufbahn | Seemännische Laufbahn           | Seemännische Laufbahn           | Seemännische Laufbahn           | Seemännische Laufbahn           | Seemännische Laufbahn           |

### Fähnriche
| Fähnriche und Fähnrichschüler der Volksmarine | Fähnriche und Fähnrichschüler der Volksmarine | Fähnriche und Fähnrichschüler der Volksmarine | Fähnriche und Fähnrichschüler der Volksmarine | Fähnriche und Fähnrichschüler der Volksmarine | Fähnriche und Fähnrichschüler der Volksmarine                   |
| Ärmelabzeichen (außer Fähnrichschüler)        | Stabsoberfähnrich                             | Stabsfähnrich                                 | Oberfähnrich                                  | Fähnrich                                      | Fähnrichschüler (2. und 1. Studienjahr)                         |
| --------------------------------------------- | --------------------------------------------- | --------------------------------------------- | --------------------------------------------- | --------------------------------------------- | --------------------------------------------------------------- |
| Ärmelabzeichen (außer Fähnrichschüler)        | W-4                                           | W-3                                           | W-2                                           | W-1                                           | W-1 (Student)                                                   |
| Stabsoberfähnrich                             |                                               |                                               |                                               |                                               | Fähnrichschüler 2. Studienjahr · Fähnrichschüler 1. Studienjahr |

### Bootsleute
| Bootsleute der Volksmarine         | Bootsleute der Volksmarine      | Bootsleute der Volksmarine | Bootsleute der Volksmarine | Bootsleute der Volksmarine     | Bootsleute der Volksmarine | Bootsleute der Volksmarine | Bootsleute der Volksmarine |
| Stabsobermeister (Techn. Laufbahn) | Obermeister (Küstend. Laufbahn) | Meister                    | Meister auf Zeit           | Obermaat (Berufsunteroffizier) | Obermaat auf Zeit          | Maat (Berufsunteroffizier) | Maat auf Zeit              |
| ---------------------------------- | ------------------------------- | -------------------------- | -------------------------- | ------------------------------ | -------------------------- | -------------------------- | -------------------------- |
| OR-8                               | OR-7                            | OR-6                       | OR-6                       | OR-5                           | OR-5                       | OR-5                       | OR-5                       |
|                                    |                                 |                            |                            |                                |                            |                            |                            |

### Mannschaftsdienstgrade
| Mannschaftsdienstgrade der Volksmarine | Mannschaftsdienstgrade der Volksmarine | Mannschaftsdienstgrade der Volksmarine | Mannschaftsdienstgrade der Volksmarine |
| Kragenspiegel                          | Stabsmatrose                           | Obermatrose                            | Matrose                                |
| -------------------------------------- | -------------------------------------- | -------------------------------------- | -------------------------------------- |
| (OR-1 bis 4)                           | OR-4                                   | OR-2                                   | OR-1                                   |
|                                        |                                        |                                        |                                        |